# Commissione presidenziale sulle attività della CIA negli Stati Uniti
La Commissione presidenziale sulle attività della CIA negli Stati Uniti - detta anche Commissione Rockefeller poiché Nelson Rockefeller) fu una commissione parlamentare d'inchiesta creata sotto la presidenza di Gerald Ford nel 1975 per indagare sulle attività della CIA e di altre agenzie di intelligence negli Stati Uniti d'America. 
L'operato e l'attività ndimtale organismo fu tuttavia superato in notorietà dai risultati delle indagini della commissione Church.

## Storia
La commissione è stata creata in risposta ad un rapporto del New York Times del dicembre 1974 secondo cui la CIA aveva condotto attività nazionali illegali, compresi esperimenti su cittadini statunitensi, negli anni 1960. La commissione ha pubblicato un rapporto nel 1975, documentando alcuni abusi della CIA, tra cui l'apertura della posta e la sorveglianza dei gruppi di dissidenti nazionali.
Inoltre il rapporto rese per la prima volta di pubblico dominio il Progetto MKULTRA, uno studio sul controllo mentale condotto dalla CIA.
Diverse settimane dopo, furono istituiti comitati alla Camera e al Senato con uno scopo simile.

## I contenuti e le conseguenze
Prima ancora di essere pubblicato, il rapporto è stato oggetto di scrutinio da parte dei media ed è stato considerato manomesso. L'indagine doveva essere indipendente dall'interferenza presidenziale, ma i risultati e le raccomandazioni incluse nel rapporto finale erano fortemente alterati rispetto a quanto scelto dalla commissione stessa. 
Infatti il personale della Casa Bianca, compreso il futuro vicepresidente Dick Cheney, modificò i rapporti, omettendo molti dei risultati della commissione dal rapporto finale. Alcuni di questi risultati sono stati inclusi in rapporti successivi dei comitati del Congresso.

## I componenti
- Nelson Rockefeller, vice presidente degli Stati Uniti
- Lyman L. Lemnitzer
- Ronald Reagan, ex governatore della California e futuro 40º Presidente degli Stati Uniti
- Edgar F. Shannon, Jr.
- David W. Belin
- John T. Connor
- C. Douglas Dillon
- Erwin N. Griswold
- Lane Kirkland

| Controllo di autorità | VIAF (EN) 125130245 · ISNI (EN) 0000 0001 0739 2199 · LCCN (EN) n50076074 · J9U (EN, HE) 987007594766705171 |